# عبدالرئوف ریگی
عبدالرئوف ریگی (زاده ۱۳۶۰ – ۵ شهریور ۱۳۹۳ در دالبندین) برادر کوچکتر (عبدالمالک ریگی)، سرپرست مجمع علمای جندالله و اولین سخنگوی سازمان جیش العدل بود که بعد از بروز اختلافات داخلی، به همراه برخی از اعضای خاندان ریگی از سازمان جیش العدل منشعب و گروه جیش النصر را تأسیس نمود. خبرگزاری‌های ایران یکبار در دیماه ۱۳۸۹ خبر دستگیری او به دست نیروهای پاکستانی را اعلام کرده بودند. ولی استاندار وقت سیستان و بلوچستان دراین باره اعلام نمود که مقامات پاکستانی خبر دستگیری عبدالرئوف را تأیید نکرده اند، ایرنا نیز اعلام کرد که منابع معتبر دستگیری رئوف را تأیید نکرده‌اند.
با این‌حال روزنامه پاکستانی نیوز با درج خبری در تاریخ ۲۵ دسامبر ۲۰۱۰، به نقل از منابع امنیتی پاکستان ضمن تأیید خبر دستگیری عبدالرئوف ریگی، احتمال تحویل دادن وی را به مقامات ایرانی قوی دانسته بود. برخی خبرگزاری ها ادعا نموده بودند که مقامات پاکستانی در حالی توانستند مکان عبدالرئوف را ردیابی کنند که وی در حال گفتگوی تلفنی با روزنامه الشرق الاوسط لندن بوده است.
در ۲۶ دسامبر ۲۰۱۰، مصطفی محمدنجار، وزیر کشور ایران اعلام کرد در مورد دستگیری عبدالرئوف ریگی با مقام‌های پاکستانی صحبت شده ولی آنها هنوز این خبر را تأیید نکرده‌اند.

## کشته شدن
منابع خبری از کشته شدن عبدالرئوف ریگی سرکرده جیش النصر و برادر زاده‌اش ابوبکر ریگی در شهر دالبندین پاکستان در تاریخ ۵ شهریور ۱۳۹۳ خبر دادند. البته بعد از آن، کشته شدن ابوبکر همراه با عبدالرؤوف تکذیب گردید. گروه وی اعلام نمود که جیش العدل به دستور شخص محمد ظاهر بلوچ رهبر آن، به علت اختلافات داخلی و ناراحتی از انشعاب جیش النصر، عبدالرؤوف را به قتل رسانده‌اند اما محمدسعید ترکمان‌زهی سخنگوی وقت جیش العدل(شخصی که بعد ها خود او نیز به سرنوشت عبدالرئوف دچار شد)در مصاحبه با شبکۀ تلویزیونی آزاد ادعای مذکور را رد نمود.